# House Party (bài hát của Super Junior)
House Party là ca khúc đĩa đơn của nhóm nhạc nam Super Junior, là ca khúc thứ hai và là ca khúc chủ đề chính cho album phòng thu thứ 10 của nhóm, The Renaissance, do SM Entertainment và Label SJ phát hành vào ngày 16 tháng 3 năm 2021.
MV cho ca khúc chủ đề này được phát hành song song với ngày ra mắt ca khúc. Sau khi ra mắt, ca khúc đã nhận được những lời đánh giá tích cực từ các nhà phê bình âm nhạc cũng như các trang báo quốc tế khác. 

## Hoàn cảnh ra đời và phát hành
Tháng 10 năm 2020, Label SJ (hãng thu âm dành riêng cho SuJu của SM) đã thông báo với các fan hâm mộ rằng Super Junior sẽ cho ra mắt album phòng thu thứ 10 có tựa đề là The Renaissance, nhằm kỷ niệm 15 năm sự nghiệp hoạt động ca hát của nhóm. Theo đó, để chuẩn bị quảng bá cho album, vào ngày 6 tháng 11 năm 2020, Super Junior đã cho ra mắt ca khúc chủ đề phụ của album có tựa đề là The Melody, do hai thành viên Leeteuk và Yesung tham gia sáng tác lời cho ca khúc. Ca từ của ca khúc có điệu ballad dịu dàng như là một món quà dành tặng fan đã theo dõi và đồng hành cùng nhóm trong suốt chặng đường 15 năm.
Ban đầu, album dự kiến sẽ ra mắt vào giữa tháng 12 cùng năm, nhưng để đảm bảo yêu cầu chất lượng cho album nên việc phát hành album đã bị dời sang giữa tháng 1 năm 2021. Ngoài ra, do phải giải quyết khâu lựa chọn ca khúc chủ đề chính cho album nên lịch phát hành album cũng bị dời sang tận đầu tháng 3 cùng năm. Cuối cùng, sau bao nhiêu chờ đợi, Label SJ chính thức thông báo album The Renaissance sẽ ra mắt vào ngày 16 tháng 3.
Ngày 2 tháng 3 năm 2021, thông qua việc tung ra hai teaser cho ca khúc, SM xác nhận rằng House Party sẽ là ca khúc chủ đề chính cho album The Renaissance. Từ ngày 3 đến ngày 5 cùng tháng, SM cũng đã tung ra hàng loạt ảnh nhá hàng cho từng phiên bản của cả chín thành viên. Ngày 9 tháng 3, sau khi album được công bố, House Party chính thức xác nhận sẽ là ca khúc thứ hai cho album. Ca khúc chính thức ra mắt vào lúc 18 giờ (giờ Hàn Quốc) vào ngày 16 tháng 3 năm 2021.
Ban đầu, ca khúc Burn the Floor vốn được chọn là ca khúc chủ đề chính cho album, nhưng thông qua House Party, các thành viên trong nhóm mong muốn các khán giả hãy thưởng thức một điệu nhạc vui tươi, sôi động hơn sau giờ làm việc căng thẳng, mệt mỏi, thay vì là những ca khúc tình yêu thường niên. Ngoài ra, nhóm cũng thừa nhận rằng họ mong muốn Yoo Young-jin có thể thể hiện lại bài hát theo phong cách của họ.

## Ra mắt MV
Từ ngày 10 đến ngày 15 tháng 3, Label SJ cho tung ra ba teaser để khán giả có thể hiểu rõ hơn về nội dung của MV. MV chính thức ra mắt vào ngày 16 tháng 3, cùng thời điểm ra mắt ca khúc, do Kim Ja-kyung (thuộc hãng Flexible Pictures) đạo diễn.
Nội dung MV có thể mô tả như sau:
| “ | Trong MV, khán giả sẽ thấy được hai màu sắc trái ngược với những biểu hiện, tính cách khác nhau của từng thành viên: một màu sắc vui tươi khi họ ăn tiệc và quẩy hết mình với bạn bè, một màu sắc u ám (có sử dụng CGI) khi đội áo đen xuất hiện ngăn chặn họ, từng thành viên đề phòng, ẩn náu (ý ám chỉ lệnh giãn cách xã hội). Cuối cùng, mọi người đã trở về cuộc sống bình thường mới (ý ám chỉ rằng vì một tương lai không còn đại dịch), cùng nhau ăn mừng hân hoan. | ” |

Sau khi ra mắt, MV nhận được con số khủng hơn 10 triệu lượt xem sau 65 tiếng. Ngoài ra, còn có thêm hai MV mới được phát hành song song vào ngày 29 tháng 3 vói hai chủ đề: House và Alone. Hai MV này do thành viên Shindong chỉ đạo.

## Sáng tác và vũ đạo

### Sáng tác
House Party là ca khúc do Christian Fast, Sebastian Thott, Didrik Thott và Yoo Young-jin sáng tác, với Fast và Yoo đồng sản xuất cho ca khúc. Về mặt lý thuyết, bài hát được sản xuất bằng phím C trưởng, với nhịp độ trung bình là chạy 115 nhịp mỗi phút. Về mặt giai điệu, đây là một bài hát thuộc thể loại disco-pop với nhịp điệu sôi động kết hợp với những đoạn guitar riff gây nghiện. Ngoài ra, bài hát cũng được mô tả là một bài hát nhạc dance với những giai điệu và trap gây sốt. Trong quá trình sản xuất, chủ tịch Lee Soo-man đã đóng góp ý kiến với các nhạc sĩ bổ sung một đoạn nhạc trap gây bất ngờ ở phần giữa của ca khúc. Ca khúc sau này phải chỉnh sửa nhiều chỗ khác nhau, hòa âm phối khí nhiều lần để chính thức tạo nên một ca khúc hoàn chỉnh.
Ca từ của ca khúc chứa đựng thông điệp đầy hy vọng, khuyến khích người nghe lạc quan hơn trong hoàn cảnh đại dịch COVID-19 vẫn còn đang hoành hành. Ngoài ra, bài hát cũng đề cập tới lệnh giãn cách xã hội, hãy ở nhà và tuân theo nguyên tắc giãn cách bằng cách đứng cách xa một mét khi nói chuyện, đeo khẩu trang, bằng không nếu như không đếm xỉa tới lệnh này, thì rất có thể sẽ gây ra tình trạng hiệu ứng cánh bướm.

### Vũ đạo
Vũ đạo cho ca khúc do biên đạo múa nhiều năm kinh nghiệm Ryu Jae-joon thực hiện. Hai thành viên Donghae và Eunhyuk cũng cho hay nhóm phải mất ba tiếng đồng hồ để tập luyện vũ đạo.

## Đánh giá
Các trang mạng âm nhạc và tờ báo quốc tế đã dành những lời khen ngợi cho bài hát này, trong đó có Tedros Adhanom, chủ tịch của WHO.

## Quảng bá và biểu diễn
Super Junior lần đầu tiên biểu diễn House Party trong chương trình đặc biệt Super Junior Comeback Show House Party được truyền hình trực tiếp trên kênh Mnet vào ngày 16 tháng 3 năm 2021. Trong chương trình, nhóm đã cùng nhau nhìn lại chặng đường của họ từ khi gia nhập SM Entertainment cho đến khi phát hành The Renaissance. Cùng thời gian này thì nhóm cũng đã biểu diễn ca khúc này trên các chương trình âm nhạc ngay sau khi phát hành. Ngày 18 tháng 3 năm 2021, nhóm biểu diễn bài hát trên M Countdown. Nhóm đã biểu diễn cả House Party và Burn The Floor trên Show! Music Core vào ngày 20 tháng 3. Super Junior đã biểu diễn ca khúc này hai lần trên chương trình âm nhạc của KBS2, Music Bank. Ngày 19 tháng 3 năm 2021, buổi biểu diễn đầu tiên của nhóm nhạc được đi kèm với thông điệp lời cảm ơn dành riêng cho các nhân viên y tế, những người đang nỗ lực ngăn chặn đại dịch COVID-19. Buổi biểu diễn thứ hai của nhóm là vào ngày 26 tháng 3. Đồng thời cũng biểu diễn bài hát trên Inkigayo của đài truyền hình SBS vào ngày 21 tháng 3 năm 2021.
Ngoài ra nhóm cũng đã trình diễn ca khúc này tại các chương trình truyền hình khác nhau, đặc biệt là show diễn SM Town Live 2022: SMCU Express at Kwangya do SM Entertainment tổ chức.

## Thành phần tham gia

### Nhân sự
- Super Junior - hát chính, hát bè
- Lee Soo-man - chỉ đạo sản xuất
- Sam Lee - nghệ sĩ guitar
- Jeon Hoon - kỹ thuật âm thanh
- Christian Fast - sáng tác, sản xuất
- Sebastian Thott - sáng tác
- Didrik Thott - sáng tác
- Yoo Young-jin - sáng tác, sản xuất, hát bè, giảng viên thanh nhạc, thu âm, hòa âm, biên tập kỹ thuật số

### Thu âm
- SM Booming System - thu âm, hòa âm, biên tập kỹ thuật số
- Sonic Korea - kỹ thuật âm thanh

## Bảng xếp hạng
| Xếp hạng (2021)                               | Thứ hạng chung cuộc |
| --------------------------------------------- | ------------------- |
| Hàn Quốc (Gaon Digital Chart)                 | 107                 |
| Hàn Quốc (K-Pop Hot 100)                      | 99                  |
| Hoa Kỳ (World Digital Song Sales) (Billboard) | 21                  |

## Lịch sử phát hành
| Quốc gia hoặc vùng lãnh thổ | Ngày             | Định dạng                   | Hãng thu âm         |
| --------------------------- | ---------------- | --------------------------- | ------------------- |
| Toàn cầu                    | 16 tháng 3, 2021 | Nhạc kĩ thuật số Trực tuyến | SM Label SJ Dreamus |